# Децимални сепаратор
Децимални сепаратор је симбол који се користи за раздвајање целобројног од децималног дела броја написаног у декадном облику.
Различите земље имају различите симболе за ознаку децималног сепаратора. Избор симбола за децималног сепаратора утиче симбол сепаратора хиљада који се користе у груписању цифара. Сваки такав симбол се може назвати децималним знаком. Али се користе и симболична имена; децимална тачка и децимални зарез који се односе на тачку и зарез, који се користе као децимални сепаратор.
У многим контекстима, када се изговара број, функција сепаратора се претпоставља изговореним именом сепаратора: зарез или тачка у већини случајева. У неким специјализованим контекстима, за ову сврху се користи децимална реч.

## Тренутни стандарди
22. Генерална конференција за тегове и мере прогласила је 2003. године да „симбол за децимални знак треба да буде тачка или зарез”. Даље је потврђено да се „бројеви могу поделити у групе од три како би се олакшало читање, ни тачке ни зарези не треба да се убацују у размаке између група” (нпр. 1 000 000 000). Због тога је ова употреба препоручена од стране техничких организација, као што је Национални институт за стандарде и технологију.

## Утицај калкулатора и рачунара
У земљама са децималним зарезом, децимална тачка је такође уобичајена као „међународна” нотација због утицаја уређаја, као што су електронски калкулатори, који користе децималну тачку. Већина рачунарских оперативних система омогућује избор децималног сепаратора, а програми који су пажљиво интернационализовани ће пратити ово, али неки програми их игноришу, а неки чак и не могу радити ако је подешавање промењено.

## Арапски бројеви

### Земље које користе арапске бројеве са децималном тачком
- Аустрија
- Бангладеш
- Боцвана
- Британска Западна Индија
- Брунеј
- Камбоџа
- Канада (када се користи енглески)
- Кина, Народна Република
  - Хонгконг
  - Макао (у текстовима на кинеском и енглеском)
- Доминиканска Република
- Египат
- Салвадор
- Гана
- Гватемала
- Гвајана
- Хондурас
- Индија
- Ирска
- Израел
- Јапан
- Јордан
- Кенија
- Северна Кореја
- Јужна Кореја
- Либан
- Лихтенштајн
- Луксембург (званично користи оба знака)
- Малезија
- Малдиви
- Малта
- Мексико
- Мјанмар
- Намибија (користи оба знака)
- Непал
- Нови Зеланд
- Никарагва
- Нигерија
- Пакистан
- Палестина
- Панама
- Перу
- Филипини
- Порторико
- Сингапур
- Јужноафричка Република (користи оба знака)
- Шри Ланка
- Швајцарска
- Тајван
- Танзанија
- Тајланд
- Уганда
- Уједињено Краљевство
- Сједињене Америчке Државе (укључујући острвске територије)
- Зимбабве

### Земље које користе арапске бројеве са децималним зарезом
- Албанија
- Алжир
- Андора
- Ангола
- Аргентина
- Јерменија
- Аустрија
- Азербејџан
- Белорусија
- Белгија
- Боливија
- Босна и Херцеговина
- Бразил
- Бугарска
- Камерун
- Канада (када се користи француски)
- Чиле
- Колумбија
- Костарика
- Хрватска
- Куба
- Кипар
- Чешка
- Данска
- Источни Тимор
- Еквадор
- Естонија
- Фарска острва
- Финска
- Француска
- Немачка
- Грузија
- Грчка
- Гренланд
- Мађарска
- Исланд
- Индонезија
- Италија
- Казахстан
- Киргистан
- Литванија
- Летонија
- Либан
- Луксембург (званично користи оба знака)
- Макао (у текстовима на португалском)
- Македонија
- Молдавија
- Монголија
- Мароко
- Мозамбик
- Намибија (користи оба знака)
- Холандија
- Норвешка
- Парагвај
- Пољска
- Португалија
- Румунија
- Русија
- Србија
- Словачка
- Словенија
- Јужноафричка Република (користи оба знака)[6][7]
- Шпанија
- Шведска
- Швајцарска (у неким кантонима)
- Тунис
- Турска
- Туркменистан
- Украјина
- Уругвај
- Венецуела
- Вијетнам

## Други бројевни системи
Уникод дефинише знак за децимални сепаратор (⎖ у хексадецималном U+2396, у декадном 9110) који је сличан апострофу. Овај симбол намењен је за употребу на тастатурама како би се означило дугме које извршава децимално раздвајање.
У арапском свету, где се користе источноарапски бројеви за писање бројева, различити знакови се користе за раздвајање целобројног дела од децималног у бројевима. Ово се односи на арапски децимални сепаратор (٫) (у хексадецималном U+066B) у уникоду. У уникоду такође постоји и арапски сепаратор хиљада (٬).
У енглеској брајевој азбуци, децимална тачка, ⠨, се разликује и од зареза, ⠂, и од тачке као знака интерпункције, ⠲.